# Verlag Bublies
Der Verlag Siegfried Bublies ist ein Kleinverlag aus Beltheim. Wissenschaftler rechnen den Verlag dem rechtsextremen Spektrum zu.

## Geschichte
Der Verlag Bublies, der erst in Koblenz seinen Sitz hatte und heute seinen Sitz in Beltheim-Schnellbach hat, steht unter der Leitung des Diplom-Agraringenieurs Siegfried Bublies, eines ehemaligen stellvertretenden Landesvorsitzenden der JN und Eichberg-Vertrauten, der mit seinem Verlag auch ab 1979 die zeitweise eingestellte, aber nun wieder erscheinende nationalrevolutionäre Zeitschrift Wir selbst verlegt. Innerhalb der NPD forcierte er noch in den 1970er Jahren relativ erfolglos einen „grünen Weg“; 1989/90 wurde er kurzzeitig Mitglied der Republikaner.
Siegfried Bublies und Karl Höffkes, Autor bei Nation Europa, gründeten 1985 ein verlegerisches Gemeinschaftsprojekt (Verlag Bublies und Höffkes), welches jedoch nur bis 1986 Bestand hatte. Sie vertrieben u. a. den Katalog Deutschland und die deutsche Frage, den der Politikwissenschaftler Hans-Georg Betz (1988) im Kontext eines neurechten Nationalismus in Deutschland sah. In den 1980er Jahren unternahm der rechte Verlag dann den Versuch, eher linke Themen wie Ökologie im Rahmen der Anti-Atomkraft-Bewegung rund um das Kernkraftwerk Mülheim-Kärlich zu besetzen, so der Kultursoziologe Lutz Neitzert. 1991 begründete Siegfried Bublies gemeinsam mit Jürgen Schwab und Uwe Meenen den Bund Frankenland, der sich später im Freien Netz Süd organisieren sollte. Laut dem Journalisten Bernd Siegler habe es zudem eine Beschäftigung des rechtsextremen Aktivisten Meenen im Bublies Verlag gegeben.
1992 wies die Bundestagsabgeordnete Ulla Jelpke und die Gruppe PDS/Linke Liste auf eine Kooperation von Bublies mit dem Ullstein-Langen-Müller Verlag hin. Eine enge Verbindung bestand darüber hinaus in den 1990er Jahren über Zeitungsanzeigen mit der Jungen Freiheit, wie Recherchen des Duisburger Instituts für Sprach- und Sozialforschung (DISS) um Helmut Kellershohn zeigen.
1997/98 baute Bublies – nachdem die Landsmannschaft Ostpreußen unter dem Vorsitz von Wilhelm von Gottberg an ihn herangetreten war – den Preußischen Mediendienst des Ostpreußenblatts mit auf. Diesen begleitete er dann im Verlag. Im Zuge einer Kleinen Anfrage der Gruppe der PDS im Deutschen Bundestag (1998) zur Zusammenarbeit beider Organisationen wurde von Seiten der Bundesregierung erklärt, dass die Voraussetzungen für eine Beobachtung durch den Verfassungsschutz nicht vorlägen.
Im Verfassungsschutzbericht 2000 des Sächsischen Staatsministeriums des Innern tauchte der Verlag S. Bublies beiläufig in der Rubrik „Rechtsextremistische organisationsunabhängige Verlage“ auf. Der Verlag Zeitenwende verweise von seiner Webseite auf „andere rechtsextremistische Homepages“ u. a. Bublies. Dieser wiederum „bietet u. a. Bücher an, die den Nationalsozialismus verherrlichen“. Auch der Fachautor Rainer Fromm stellte 2001 mit seiner Kollegin Barbara Kernbach in einer Arbeit zum Rechtsextremismus im Internet dar, dass die „Deutschland-Bewegung“ von Alfred Mechtersheimer Verlinkungen zum Verlag Bublies vornahm.
Bublies versteht sich heute als „Verlag für deutsche Politik und Geschichte“, insbesondere Zeit- und Militärgeschichte. Bücher des Verlages werden auch über den verschwörungstheoretischen Kopp Verlag und den neurechten Verlag Antaios vertrieben. Mit dem Lindenbaum Verlag betreibt Siegfried Bublies außerdem einen thematisch identisch aufgestellten Verlag. Bücher dieses Verlages werden auf der Homepage des Verlags Bublies vorgestellt.

## Programm
Laut dem Fachjournalisten Anton Maegerle verherrlichten Teile des Verlagsprogramms den Nationalsozialismus. Es wurden Anfang der 1990er Jahre Biografien zu führenden nationalsozialistischen Politikern und Theoretikern wie Alfred Rosenberg und Otto Strasser sowie Ernst Niekisch, der den linken Flügel der NSDAP inspirierte und heute Vertretern des rechtsextremen Spektrums ein Vorbild ist, veröffentlicht. Ferner ist 1995 das Buch Das kann doch nicht das Ende sein des verstorbenen Reichsjugendführers Artur Axmann erschienen, welches die damalige Bundesregierung als rechtsextrem beurteilte und von den Herausgebern des Jahrbuchs Extremismus & Demokratie auch als apologetisch eingestuft wurde. Zu den Autoren gehören weiterhin ehemalige NS-Funktionäre wie Ernst Günther Schenck (1997), SS-Arzt im KZ Mauthausen, Jutta Rüdiger (1998), Reichsreferentin des Bundes Deutscher Mädel, und Wilhelm Höttl, exponierter Mitarbeiter des Reichssicherheitshauptamtes und des Sicherheitsdienstes des Reichsführers SS.
Darüber hinaus veröffentlichten bei Bublies wichtige Bezugspersonen der rechtsextremen Szene wie Henning Eichberg (1987/96), Hrvoje Lorković/Mladen Schwartz (1991), Andreas Molau (1993) und Baldur Springmann (1995). Der Verlag verlegte eine deutsche Übersetzung von Das Grüne Buch (1990) des libyschen Diktators Muammar al-Gaddafi. Diese verkaufte sich ca. 2.000 mal. Ein Vertreter des Antifaschistischen Pressearchivs und Bildungszentrums Berlin (apabiz) kommentierte die Verbindung dem Standard gegenüber mit: „Der Verlag vertritt eine nationalrevolutionäre Linie, dieser Ansatz stellt durchaus eine Interessensgemeinschaft mit dem arabischen Nationalismus dar, wie ihn Gaddafi vertritt.“ Maegerle befand: „Das Grüne Buch wurde in rechtsextremen und nationalrevolutionären Kreisen mehrfach positiv rezensiert. Mit dessen Grundlinien politischer Lehre – nationale Unabhängigkeit, antimarxistischer Sozialismus, Antiimperialismus – können sich rechtsextreme Kreise gut anfreunden.“ Die Fachjournalisten Hans-Henning Scharsach und Kurt Kuch interpretierten den Deal dahingehend, dass neben den Zeitschriftenprojekten des Verlages Die Republikaner unter Franz Schönhuber, bei denen Bublies Kreisvorsitzender war, von den Erlösen profitieren sollte.
Neben Büchern hält der Verlag auch andere Artikel wie CDs/DVDs (u. a. Wehrmachtslieder, rechtsextreme Liedermacher wie Friedrich Baunack und Frank Rennicke) und Fahnen (u. a. die Reichsflagge) bereit. So wurde beispielsweise die CD Ostpreußen – Es war ein Land mit Gedichten der NS-belasteten Schriftstellerin Agnes Miegel veröffentlicht.

## Ausrichtung
Spezialisierte Wissenschaftler wie Samuel Salzborn (2000), Fabian Virchow (2006), Clemens Heni (2010) und Elmar Vieregge (2010) verorten den Verlag im Rechtsextremismus. Der Historiker Ralf Forsbach (2013) attestiert eine gewisse Rechtslastigkeit. Heribert Tommek (2015), Literaturwissenschaftler, ordnete den Verlag in den Kontext der Neuen Rechten ein.
Auch die Publizisten Uwe Worm (1995), Gerhard Schäfer (1999) und Andreas Speit (2004) nennen den Verlag rechtsextrem; bisweilen wird Bublies als rechtsradikal (Georg Wedemeyer 2002) oder nationalrevolutionär (Anton Maegerle 2007) beschrieben.